# Lars Knutsson
Lars Vedam Knutsson, tidigare Lars Johan Knutsson, född 12 oktober 1935 på Kungsholmen i Stockholm, är en svensk affärsman.

## Biografi
Knutsson blev civilekonom vid Handelshögskolan i Stockholm, anställdes av utrikesdepartementet och tjänstgjorde en tid i Rio de Janeiro och London innan han gick över till SAS och hamnade i Singapore. 1966 öppnade han tillsammans med dåvarande hustrun Martina Clason en egen klädesaffär i Stockholm samt butikskonceptet Gul & Blå; två år senare utvidgades butikskonceptet till ett klädmärke. Företaget blev framgångsrikt, men på 1990-talet sålde Knutsson det på grund av sjukdom.
Sjukdomen fick honom att intressera sig för friskvård, och han gick därför en terapeutkurs inom Oshorörelsen i Danmark innan han startade ett nytt företag, kursgården Baravara i Vikarbyn utanför Rättvik. På kursgården kallar han sig Lars Vedam Knutsson och kurserna baseras på terapimetoder skapade av den indiske gurun Osho. Vedam är ett sannyasinnamn.

## Familj
Lars Knutsson är son till läkaren, professor Folke Knutsson och Ingrid Broberg (omgift Josephson), bror till förre justitierådet och ordföranden i Högsta domstolen Anders Knutsson respektive halvbror till kemisten, professor Staffan Josephson.
Han var gift första gången 1959–1968 med designern och konstnären Martina Clason (född 1938), dotter till arkitekt Gustaf Clason och konstnären Märtha Bolin-Clason. Andra gången var han gift 1969–1997 med designern Maria Knutsson (född 1936), dotter till fabrikör Gaetano Lopez och Aida, ogift Calabrese. Tredje gången gifte han sig med Gayan Elena di Mauro Knutsson (född 1946) och paret driver Baravara i Rättvik.
I första äktenskapet fick Lars Knutsson sonen Lukas 1964 (som omkom 2002) och dottern Filippa Knutsson 1965 (som efter att hon varit chef på Gul & Blå skapade Filippa K). Med andra hustrun fick han en son 1968 och en dotter 1969.